# Maszyna drukarska

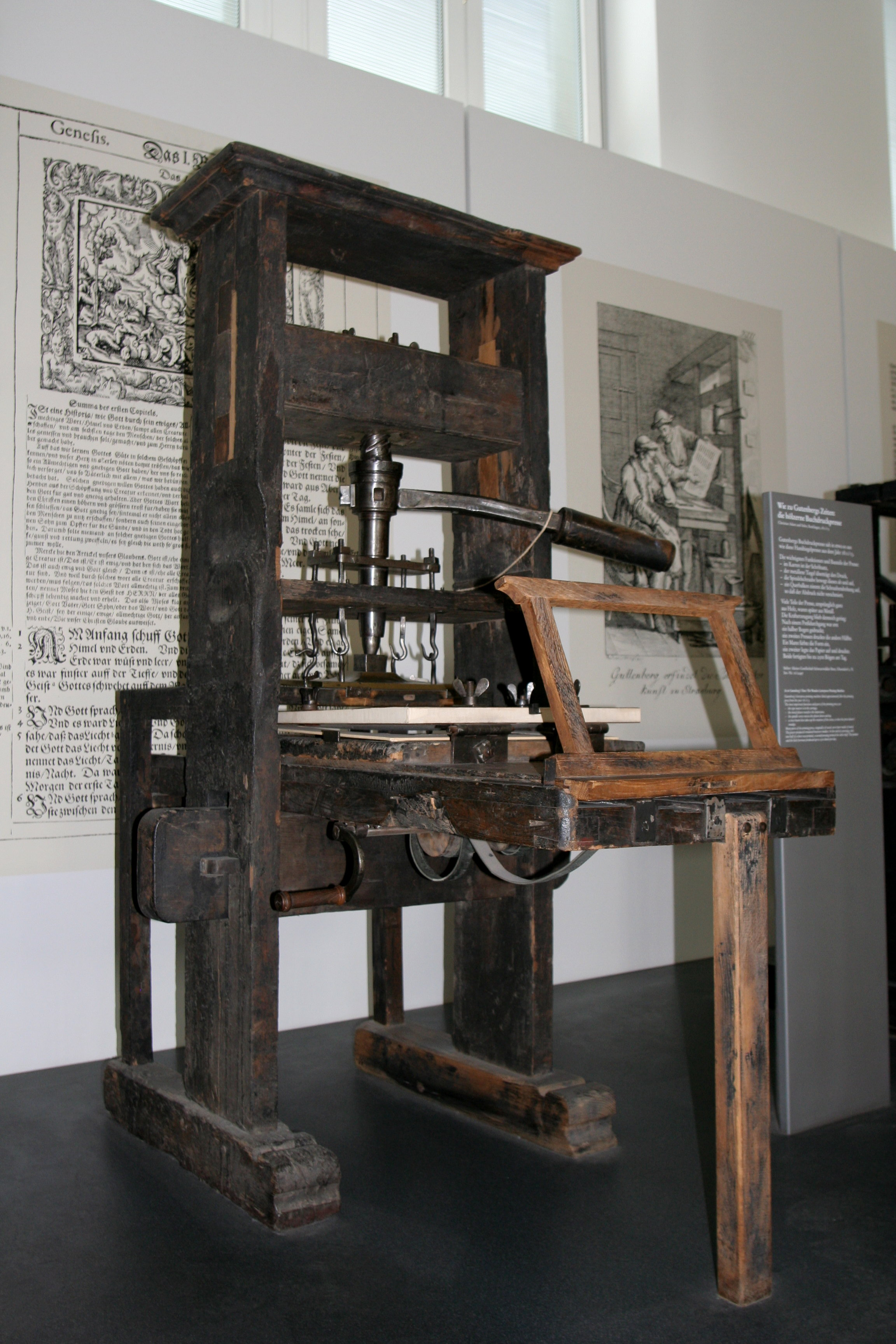
Niemiecka maszyna drukarska z 1811

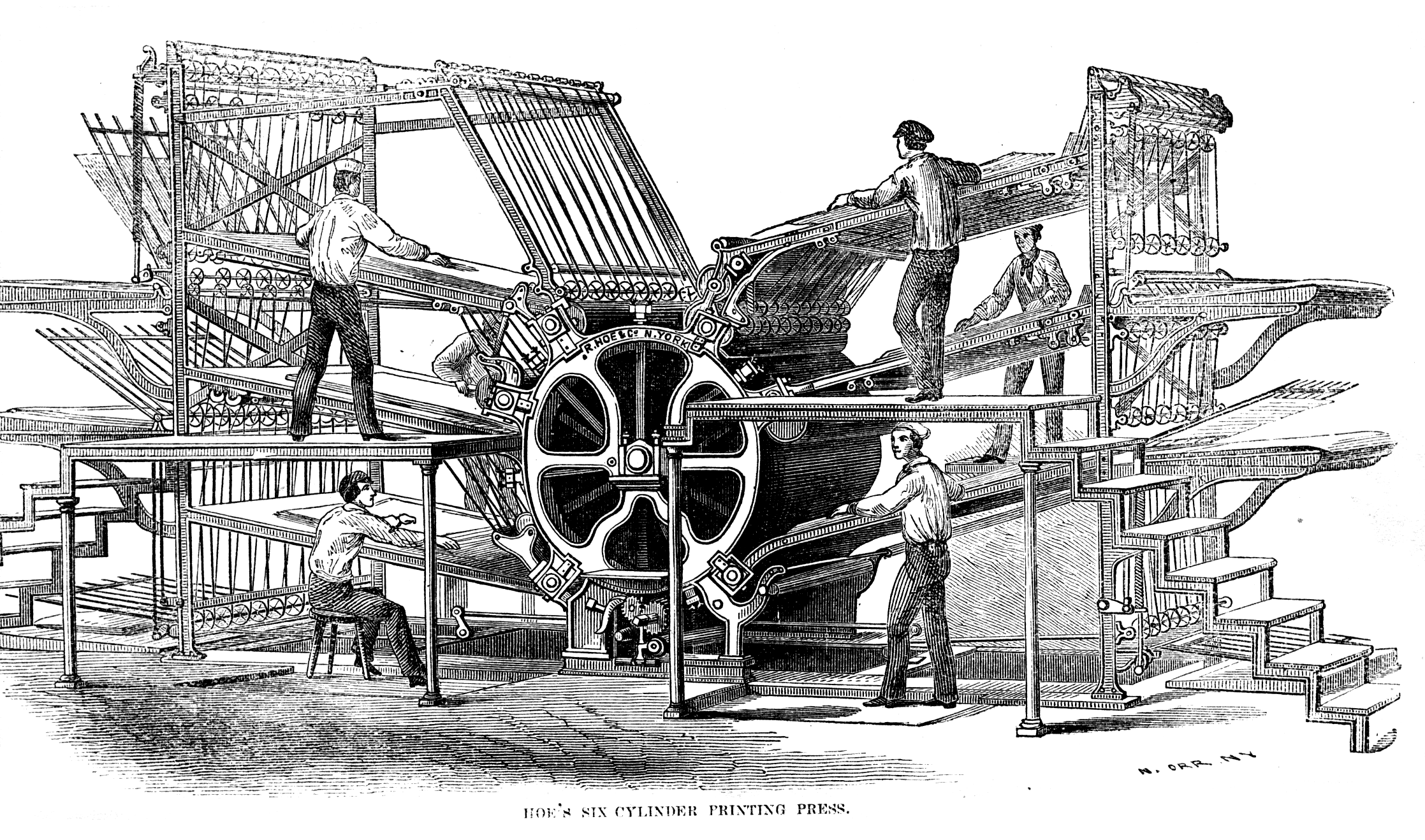
Sześciocylindrowa maszyna drukarska skonstruowana przez Richarda Hoe z 1864

Maszyna drukarska – podstawowe urządzenie przemysłu poligraficznego, służące do wykonywania druku na skalę przemysłową. Urządzenia mające ten sam cel w zależności od budowy, sposobów składania czcionek i drukowania ich lub wydruku na danym podłożu, mogą się całkowicie różnić od siebie - stąd też znanych jest obecnie wiele ich rodzajów.
Pierwszą maszyną drukarską była prasa drukarska, wynaleziona ok. roku 600 n.e. w Chinach. W Europie druk pojawił się dopiero w latach 40. XV wieku n.e. za sprawą Gutenberga.

## Podział maszyn drukarskich
Maszyny drukarskie można dzielić np.:
- ze względu na kształt formy drukowej:
  - maszyna płaska
  - maszyna rotacyjna

- ze względu na postać podłoża:
  - maszyna arkuszowa
  - maszyna zwojowa (pot. maszyna rolowa)

- ze względu na technikę druku:
  - maszyny rotograwiurowe
  - maszyny tampondrukowe
  - maszyny offsetowe
  - maszyny światłodrukowe
  - maszyny fleksograficzne
  - maszyny typograficzne
  - maszyny typooffsetowe
  - maszyny sitodrukowe
  - maszyny do druku cyfrowego

Główne elementy budowy maszyny drukującej offsetowej arkuszowej:
1. Samonakładak i mechanizm stołu spływowego
2. Korpus i napęd maszyny
3. Zespół prowadzenia arkuszy, w tym:
  1. mechanizm przekazujący arkusze ze stołu spływowego
  2. mechanizm łapek
  3. mechanizm przenoszący i odwracający arkusz
  4. mechanizm odbierający (wykładak)
4. Zespół drukujący, w tym:
  1. cylinder formowy
  2. cylinder pośredni
  3. cylinder dociskowy
5. Zespoły farbowy i nawilżający
6. Zespół myjący (czyszczący)